# 井上満

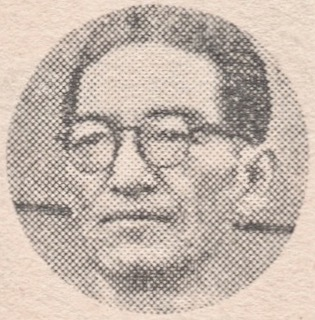
1956年

井上 満（いのうえ みつる、1900年12月16日 - 1959年5月14日）は、日本のロシア文学者、翻訳家。

## 生涯
福岡県久留米市に生まれる。福岡県立中学明善校（現福岡県立明善高等学校）卒、1924年日露協会学校卒。
翌年上京して文筆活動に入り、社会科学文献を翻訳。
1930年ソ連大使館に勤務、ロシア事情の紹介などを行うが、1936年軍機保護法違反で逮捕され三年間下獄。出獄後はロシア文学の翻訳に従事。
1941年ゴンチャロフの『フレガート艦パルラダ』を『日本渡航記』として翻訳、1943年ゴロヴニン『日本幽囚記』を翻訳する。
戦後はゴンチャロフの『断崖』『オブローモフ』などのほか、ロシア文学を多数翻訳。
また日ソ親善協会を創立、日ソ学院を創立し副学院長を務めた。

## 編著
- 『ロシヤ語常用6000語』（編著、大学書林） 1959

## 翻訳
- 『弁証法的唯物論への入門』（デボーリン、白揚社） 1927
- 『フランス唯物論史』（A・デボーリン、南宋書院） 1927
- 『国際情勢と我等の任務 コミンタン第六回大会における執行委員会報告』（N・I・ブハーリン、文芸戦線社出版部） 1928
- 『日本渡航記 フレガート「パルラダ」号より』（ゴンチャロフ、岩波文庫） 1941
のち復刊 1988 ほか
- 『母と五人の浮浪児』（ナタリヤ・アレキサンドロヴナ・プフラウメル、橘書店） 1943
- 『コーカサスのとりこ』（トルストイ、文藝春秋新社） 1948
- 『日本幽囚記』上・中・下（ゴロヴニン、岩波文庫） 1943 - 1946
のち復刊 1996 ほか
- 『文芸評論集』（ゴンチャローフ、世界文学社） 1948
- 『断崖』全5巻（ゴンチャロフ、岩波文庫） 1949 - 1952
のち改版 2011
- 『貧しき人々』（ドストエフスキー、鎌倉文庫） 1949
のち角川文庫
- 『猟人日記』（ツルゲーネフ、小峰書店、少年少女のための世界文学選） 1951
- 『白樺』（ミハイール・ブーベンノフ、三一書房） 1951
- 『生れ故郷で』（チェホフ、袋一平共訳、角川文庫） 1951
- 『平凡物語』上・下（ゴンチャローフ、創元文庫） 1952 - 1953
のち岩波文庫 2010
- 『わたしの動物』（ドゥーロフ、創元社、世界少年少女文学全集） 1953
- 『文学的回想』上・下（パナーエフ、岩波文庫） 1953
のち度々復刊
- 『せむしの小馬』（エルショーフ、創元社、世界少年少女文学全集） 1953
- 『自由の民』（フョードル・グラトコフ、河出書房、ソヴェト文学全集） 1953
- 『日本の今日』（ア・コージン、門脇書店） 1954
- 『北氷洋漂流記』（ハヂーギン、河出書房、世界探検紀行全集） 1954
- 『道づれ』（パノーヴァ、岩波書店） 1955
- 『母』（ゴーリキー、角川文庫） 1956
- 『緑の谷』（アントーノフ、創元社、世界少年少女文学全集） 1956
- 『空をとぶブタ』（ドーロフ、麦書房、雨の日文庫） 1958
- 『セメント』（グラトコーフ、西本昭治共訳、岩波文庫） 1960
- 『ひらかれた処女地』（シヨーロホフ、筑摩書房、世界名作全集） 1960
- 『人の運命』（ショーロホフ、講談社、少年少女世界文学全集34（ロシア編第5巻）) 1962
- 『オブローモフ』（ゴンチャロフ、 平凡社、ロシア・ソビエト文学全集15） 1965